# Безлюдний Олександр Іванович
Безлюдний Олександр Іванович (нар. 9 грудня 1955 , м. Умань, Черкаська область, УРСР) — український науковець, педагог, ректор Уманського державного педагогічного університету імені Павла Тичини.

## Біографія
Народився 9 грудня 1955 року в м. Умань. У 1976 році закінчив Черкаський державний педагогічний інститут за спеціальністю вчитель англійської мови.
У 1988 році захистив дисертацію кандидата педагогічних наук. У 1990 році пройшов мовне стажування у США, у 1999 році — у Великій Британії. З 1992 року — доцент, з 2011 року — професор кафедри англійської мови та методики її викладання. У жовтні 2013 року захистив дисертацію доктора педагогічних наук.
Роботу в університеті розпочинав з посади лаборанта. Був незмінним першим проректором при трьох ректорах: Володимиру Кузю, Михайлові Мартинюку та Наталії Побірченко. З грудня 2014 року — в.о. ректора. 8 квітня 2015 року обраний ректором Уманського державного педагогічного університету.
Має звання «Заслужений працівник освіти України» (2009 р.).
Нагороджений орденом князя Ярослава Мудрого V ступеня за значний особистий внесок у державне будівництво, соціально-економічний, культурно-освітній розвиток України, вагомі трудові здобутки та високий професіоналізм (Указ Президента України від 04 травня 2019 року № 188).